# Шапур III
Шапур III е древоирански владетел, Шаханшах („Цар на царете“) от Сасанидската династия на Персия. Управлява през 383 – 388 г.
Шапур III е син на Шапур II и наследява трона след Ардашир II. През 384 г. сключва траен съюз с Римската империя, в замяна на разделянето на Армения на две васални царства. Според сведенията на Табари, Шапур III умира след като буря събаря върху него един от прътовете поддържащи шатрата му. Възможно е да е станал жертва на заговор сред благородниците. Наследен от неговия син Бахрам IV.